# Basketball-Weltmeisterschaft der Frauen
Die FIBA Basketball-Weltmeisterschaft der Damen  ist ein Basketballwettbewerb für Nationalmannschaften. Alle vier Jahre können sich die Mannschaften für die Endrunde der Weltmeisterschaft qualifizieren. In einem abschließend knapp zweiwöchigen Turnier wird daraus die beste Nationalmannschaft als Weltmeister ermittelt. Der Weltbasketballverband FIBA veranstaltet und vermarktet das Turnier unter dem offiziellen Label FIBA Women's Basketball World Cup. Das jeweilige Gastgeberland richtet das Turnier aus.
2022 fand die 19. Austragung vom 22. September bis 1. Oktober in Sydney, Australien, statt. Die nächste Endrunde soll im September 2026 in Deutschland ausgetragen werden.

## Geschichte
| Jahr | FIBA-Weltmeister        |
| ---- | ----------------------- |
| 1953 | Vereinigte Staaten      |
| 1957 | Vereinigte Staaten (2)  |
| 1959 | Sowjetunion             |
| 1964 | Sowjetunion (2)         |
| 1967 | Sowjetunion (3)         |
| 1971 | Sowjetunion (4)         |
| 1975 | Sowjetunion (5)         |
| 1979 | Vereinigte Staaten (3)  |
| 1983 | Sowjetunion (6)         |
| 1986 | Vereinigte Staaten (4)  |
| 1990 | Vereinigte Staaten (5)  |
| 1994 | Brasilien               |
| 1998 | Vereinigte Staaten (6)  |
| 2002 | Vereinigte Staaten (7)  |
| 2006 | Australien              |
| 2010 | Vereinigte Staaten (8)  |
| 2014 | Vereinigte Staaten (9)  |
| 2018 | Vereinigte Staaten (10) |
| 2022 | Vereinigte Staaten (11) |

Die Basketball-Weltmeisterschaft der Frauen wurde vom Weltbasketballverband FIBA mit der offiziellen Bezeichnung World Championship for Women ins Leben gerufen und 1953 in Chile, drei Jahre nach der ersten Weltmeisterschaft der Männer, zum ersten Mal ausgetragen. In den meisten Jahren ihrer frühen Geschichte wurde sie nicht im selben Jahr wie die Herren-Weltmeisterschaft ausgetragen, und erst 1967 wurde ihr ein einheitlicher vierjähriger Zyklus zugestanden.
Nach der Weltmeisterschaft 1983 änderte die FIBA den Zeitplan, so dass das Frauenturnier in geraden, nicht-olympischen Jahren stattfindet. Diese Änderung war bereits 1970 für das Männerturnier eingeführt worden. Von 1986 bis 2014 wurden beide Weltmeisterschaften dann im selben Jahr ausgetragen, allerdings in unterschiedlichen Ländern.
Die offizielle Bezeichnung wurde für die Weltmeisterschaften 2010 und 2014 in FIBA World Championship for Women geändert. Für eine einheitliche Markenstrategie wurde 2014 beschlossen, künftig die offizielle Bezeichnung FIBA Women's Basketball World Cup für die Frauen-Turniere - analog zur neuen Bezeichnung FIBA  Basketball World Cup für die Männer-Turniere - zu verwenden.
Die Weltmeisterschaft der Männer wurde ab 2019 auf einen neuen Vierjahreszyklus umgestellt, um Konflikte mit der Fußball-Weltmeisterschaft der Männer zu vermeiden. Die Weltmeisterschaft der Frauen findet jedoch weiterhin im gleichen Vierjahreszyklus statt und damit in denselben Jahren wie die Fußball-Weltmeisterschaft der Männer. Daher wird die Endrunde der Basketball-Weltmeisterschaft einige Monate nach dieser im Herbst ausgetragen.

## Turniere im Überblick
Von 1953 bis 1979 wurden die Medaillengewinner in einem Ligasystem ermittelt. Die Bestimmung der Medaillengewinner über Playoffs wurde erstmals 1983 eingeführt und seitdem durchgängig verwendet.
| 1953 Details | Chile               | Santiago de Chile                                  | USA         | Ligasystem | Chile            | Frankreich       | Ligasystem | Brasilien        | 9. Schweiz      |
| 1957 Details | Brasilien           | Rio de Janeiro                                     | USA         | Ligasystem | Sowjetunion      | Tschechoslowakei | Ligasystem | Brasilien        | –               |
| 1959 Details | Sowjetunion         | Moskau                                             | Sowjetunion | Ligasystem | Bulgarien        | Tschechoslowakei | Ligasystem | Jugoslawien      | –               |
| 1964 Details | Peru                | Lima, Tacna, u. a.                                 | Sowjetunion | Ligasystem | Tschechoslowakei | Bulgarien        | Ligasystem | USA              | –               |
| 1967 Details | Tschechoslowakei    | Prag                                               | Sowjetunion | Ligasystem | Südkorea         | Tschechoslowakei | Ligasystem | DDR              | 4. DDR          |
| 1971 Details | Brasilien           | São Paulo, Brasília u. a.                          | Sowjetunion | Ligasystem | Tschechoslowakei | Brasilien        | Ligasystem | Südkorea         | –               |
| 1975 Details | Kolumbien           | Bogotá, Cali, Bucaramanga                          | Sowjetunion | Ligasystem | Japan            | Tschechoslowakei | Ligasystem | Italien          | –               |
| 1979 Details | Südkorea            | Seoul                                              | USA         | Ligasystem | Südkorea         | Kanada           | Ligasystem | Australien       | –               |
| 1983 Details | Brasilien           | Brasília, São Paulo u. a.                          | Sowjetunion | 84:82      | USA              | China            | 71:63      | Südkorea         | –               |
| 1986 Details | Sowjetunion         | Minsk, Moskau, Vilnius                             | USA         | 108:88     | Sowjetunion      | Kanada           | 64:59      | Tschechoslowakei | –               |
| 1990 Details | Malaysia            | Kota Kinabalu, Kuala Lumpur u. a.                  | USA         | 88:78      | Jugoslawien      | Kuba             | 83:61      | Tschechoslowakei | –               |
| 1994 Details | Australien          | Sydney, Hobart u. a.                               | Brasilien   | 96:87      | China            | USA              | 100:95     | Australien       | –               |
| 1998 Details | Deutschland         | Berlin, Bremen u. a.                               | USA         | 71:65      | Russland         | Australien       | 72:67      | Brasilien        | 11. Deutschland |
| 2002 Details | Volksrepublik China | Nanjing, Huai’an u. a.                             | USA         | 79:74      | Russland         | Australien       | 91:63      | Südkorea         | –               |
| 2006 Details | Brasilien           | São Paulo, Barueri                                 | Australien  | 91:74      | Russland         | USA              | 99:59      | Brasilien        | –               |
| 2010 Details | Tschechien          | Ostrau, Brünn, Karlsbad                            | USA         | 89:69      | Tschechien       | Spanien          | 77:68      | Belarus          | –               |
| 2014 Details | Türkei              | Ankara, Istanbul                                   | USA         | 77:64      | Spanien          | Australien       | 74:44      | Türkei           | –               |
| 2018 Details | Spanien             | San Cristóbal de La Laguna, Santa Cruz de Tenerife | USA         | 73:56      | Australien       | Spanien          | 67:60      | Belgien          | –               |
| 2022 Details | Australien          | Sydney                                             | USA         | 83:61      | China            | Australien       | 95:65      | Kanada           | –               |
| 2026 Details | Deutschland         | Berlin                                             |             | --:--      |                  |                  | --:--      |                  | –               |

## Medaillenspiegel
Der Medaillenspiegel zeigt eine Übersicht aller Nationalmannschaften, die von 1953 bis 2022 Medaillen bei einer Weltmeisterschaft gewinnen konnten. Kursiv hervorgehobene Nationalmannschaften existieren nicht mehr.
| Rang | Nationalmannschaft | Goldmedaillen | Silbermedaillen | Bronzemedaillen | Gesamt |
| ---- | ------------------ | ------------- | --------------- | --------------- | ------ |
| 1    | Vereinigte Staaten | 11            | 1               | 2               | 14     |
| 2    | Sowjetunion        | 6             | 2               | 0               | 8      |
| 3    | Australien         | 1             | 1               | 4               | 5      |
| 4    | Brasilien          | 1             | 0               | 1               | 2      |
| 5    | Russland           | 0             | 3               | 0               | 3      |
| 6    | Tschechoslowakei   | 0             | 2               | 4               | 6      |
| 7    | China              | 0             | 2               | 1               | 3      |
| 8    | Südkorea           | 0             | 2               | 0               | 2      |
| 9    | Spanien            | 0             | 1               | 2               | 3      |
| 10   | Bulgarien          | 0             | 1               | 1               | 2      |
| 11   | Chile              | 0             | 1               | 0               | 1      |
|      | Japan              | 0             | 1               | 0               | 1      |
|      | Jugoslawien        | 0             | 1               | 0               | 1      |
|      | Tschechien         | 0             | 1               | 0               | 1      |
| 15   | Kanada             | 0             | 0               | 2               | 2      |
| 16   | Frankreich         | 0             | 0               | 1               | 1      |
|      | Kuba               | 0             | 0               | 1               | 1      |